# Northumberland National Park
Northumberland National Park er en nationalpark i England med et areal på lidt over 1030 km² ved grænsen til Skotland. Hele parken ligger i grevskabet Northumberland, og dækker omkring en fjerdedel af det. Med under 3000 fastboende og lidt over en million besøgende om året er den en af de tyndest befolkede og mindst besøgte nationalparker i Storbritannien. Parkens officielle symbol er en Storspove.
Det er flere forskelligartede områder i parken. I nord ligger Cheviots, en bjergkæde som markerer grænsen mellem England og Skotland. Længere mod syd er der et mere plant moselandskab. En del af dette er beplantet, og plantagene danner tilsammen Kielderskoven. Den sydligste del af parken inkluderer den midterste del af Hadrians mur.
Der er en række arkæologiske findesteder i parken, blandt andet med forhistoriske monumenter og romerske fund.

## Eksterne kilder og henvisninger
- Wikimedia Commons har flere filer relateret til Northumberland National Park
- Websted for Northumberland National Park Authority
- Homepage for Northumberland National Park Mountain Rescue Team Arkiveret 6. januar 2010 hos  Wayback Machine

55°19′N 2°13′V / 55.317°N 2.217°V